# محضر اجتماع

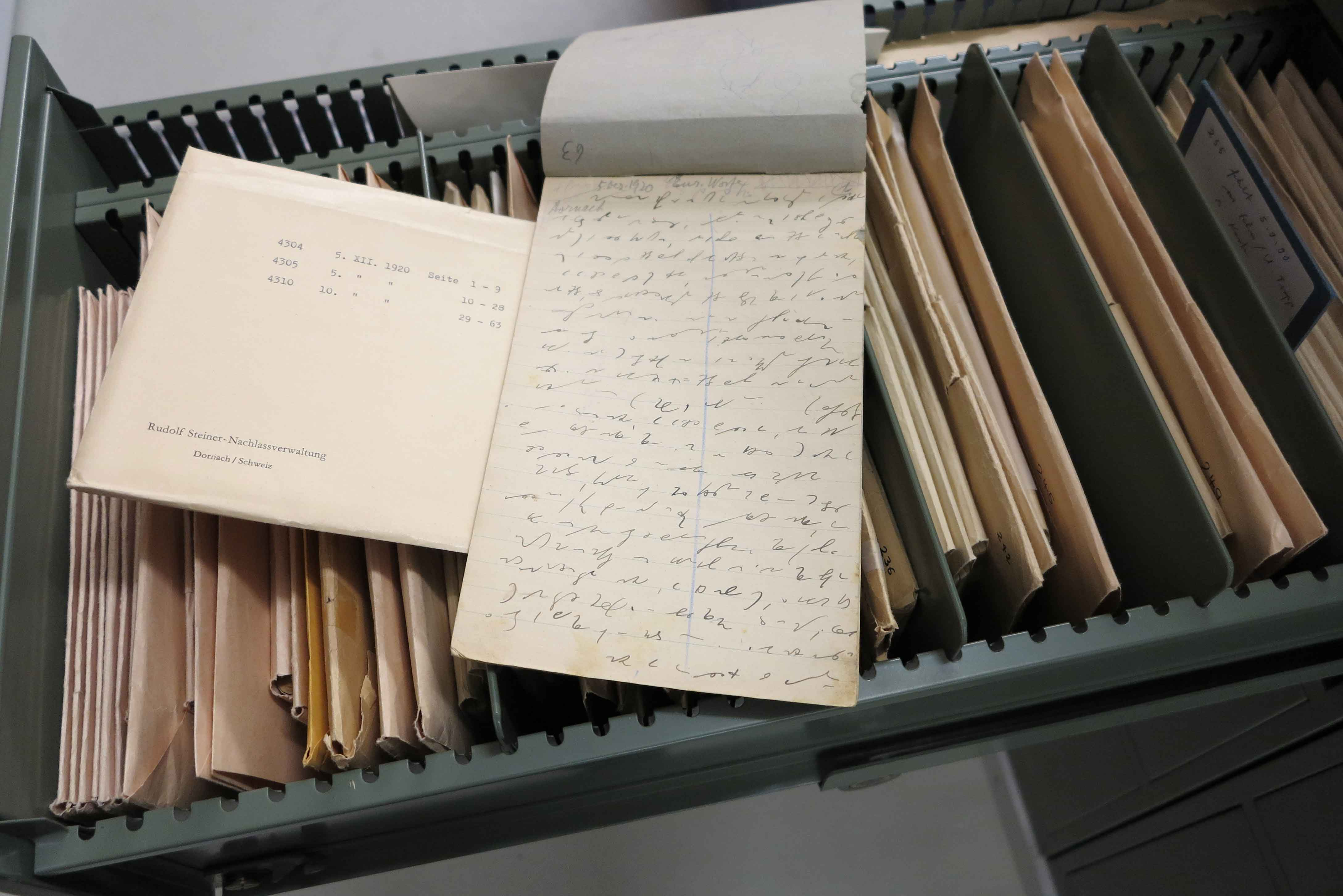

محضر الاجتماع أو محضر الجلسة هو صحيفة تدوين أحداث اجتماع أو جلسة استماع وكتابة أقوال المجتمعين فيه . تُكتب في محضر الاجتماع مكان الاجتماع وزمانه وأسماء الحاضرين وبيان المسألة التي اجتعموا لأجلها وإجابات بعض الحاضرين لبعض وقرارات موضوع اجتماعهم وتوصياتهم. بعض المحاضر يكتبها كاتب فورياً أثناء الاجتماع أو جلسة الاستماع ثم ينقحها. وبعض المحاضر تُسجل تسجيلاً صوتياً أو صوتاً وصورة ثم يطلع عليها كاتب المحضر ويستخرج مقولات الحاضرين وقرارتهم. يوزع كاتب المحضر قائمة أسماء فارغة على الحاضرين ليكتب كلٌ اسمه و منصبه والدائرة أو الشركة التي يعمل فيها. ولا بد من كتابة تاريخ الاجتماع كاملاً و الساعة والمكان الذي اجتمعوا فيه.